# حشمت في البيت الأبيض (مسلسل)
حشمت في البيت الأبيض مسلسل كوميدي مصري عُرض لأول مرة في 2019.

## القصة
- في إطار كوميدي ساخر، يستعرض العمل قصة حشمت المصري المقيم بالولايات المتحدة الأمريكية والذي يقرر الترشح للإنتخابات الرئاسية الأمريكية ويفوز بها ليصبح أول رئيس من أصول مصرية داخل البيت الأبيض.

## طاقم التمثيل
- بيومي فؤاد
- إنعام سالوسة
- إسلام جمال
- بهجت عدلي
- نيرة عارف
- رانيا الملاح
- أسماء جلال
- أحمد رأفت
- سيد المغازي
- سامي مغاوري
- عبد الرحيم حسن
- أحمد جمال سعيد
- بدرية طلبة
- وليد أبو المجد
- هنا زهران
- سمير حكيم
- حمدي الميرغني
- هبة عبد الغني

## أنتاج
كتب محمد الشواف قصة المسلسل وكان المسلسل من إخراج مصطفى فكري وأنتاج سعد مصيلحي.